# Ki vagy, doki?
A Ki vagy, doki? (Doctor Who) 1963 óta műsoron levő, a BBC által készített brit televíziós sci-fi sorozat. A sorozat egy rejtélyes, földönkívüli időutazó kalandjairól szól, aki magát a „Doktornak” nevezi. TARDIS (Time And Relative Dimensions In Space) nevű időgépével tett utazásai során kísérőivel együtt bejárja az időt és a teret, különféle problémákat (a legtöbb epizódban, habár nem kizárólag, agresszív földönkívüliek okozta vészhelyzeteket) megoldva és kalandokba keveredve.
A sorozat szerepel a Guinness Rekordok Könyvében is, mint a világ leghosszabb ideig műsoron levő sci-fi sorozata, s amely egyúttal a brit popkultúrának is része.A sorozat sok elismerést kapott képzeletdús történeteiért, kreatív, kis költségű speciális effektjeiért, és az (eredetileg a BBC Radiophonic Workshop által készített) elektronikus zene úttörő használatáért. Nagy Britanniában és máshol is kultusz-sorozat lett és a brit tévés szakma generációira volt hatással, akik közül sokan a sorozatot nézve nőttek fel. A kritikusok és a közönség az egyik legjobb brit műsornak tartotta és 2006-ban elnyerte a legjobb drámasorozatnak járó BAFTA-díjat, ezen kívül pedig 2005 óta ötször egymás után nyert dráma kategóriában a National Television Awards-on. Ez annál inkább meglepő, mivel hangvétele könnyed (például ritka, hogy főszereplő meghalna benne), sokszor komikumra játszik, illetve, az angol irodalmi hagyományoknak megfelelően, sok esetben alkalmaz horror- vagy fantasy kliséket. Ennek ellenére, köszönhetően az ötletekkel teli forgatókönyvíró(k)nak, a sorozat igen mély vagy drámai hangvételű epizódokat is tartalmaz, amelyek általában kiváltják a kritikusok elismerését.
A sorozat eredetileg 1963 és 1989 között volt műsoron, majd 1996-ban még egy televíziós filmet is készítettek belőle. A sorozatot 2005-ben sikeresen újraindították. Az új sorozatot a BBC Wales készíti (a produkció költségének egy részét a Canadian Broadcasting Corporation (CBC) állta, akik társproducerként vannak feltüntetve a stáblistán, de nem rendelkeznek kreatív beleszólási joggal). A Doctor Who-nak több médián is készültek spin-offjai (mellékágai), beleértve a 2006–2009-ben sugárzott Torchwood és a 2007-ben indított Sarah Jane kalandjai című televíziós sorozatokat. Magyarországon eddig 2006. augusztus 26-án mutatta be az új sorozat első évadát az RTL Klub Ki vagy, doki? címmel,, később a Cool TV is műsorra tűzte, majd 2010-ben ugyanezzel a címmel az AXN Sci-Fi bemutatta a harmadik és negyedik évadot is a Speciális epizódokkal együtt. Az ötödik és hatodik évad 2011-ben került adásba. Összesen eddig 245 történet (rész) készült, amely több mint 804 epizódnak felel meg. A régi évadok ugyanis kevesebb, de hosszabb (1,5-2,5 órás) részeket tartalmaztak, 4-6 25 perces epizódra vágva. A sorozatot jelenleg a Filmbox Plus adja.
A Doktor szerepét több színész is játszotta. Ezt a szereplőváltást a történetben regenerálódásnak hívják, azaz a Doktor új testet és személyiséget kap (de az emlékei megmaradnak). A jelenlegi (2019) Doktort Jodie Whittaker alakítja, aki Peter Capalditól vette át a „stafétabotot” 2017. december 25-én a „Twice Upon a Time” című epizód végén. Az új sorozat legutóbbi része a dalek forradalom mely 2021-ben jött ki.

## Története
A Doctor Who először a BBC-n jelent meg 1963. november 23-án 17.15 órai kezdéssel. Eredetileg egy tanító-szórakoztató sorozatot akartak, főleg a fiatalabb korosztálynak. A BBC Dráma részlegének sorozatokat gyártó osztálya készítette a programot 26 éven keresztül, majd a folyamatos nézőközönség vesztés miatt 1990 augusztusában Jonathan Powell felfüggesztette. Bár tervben volt, de törölték a 27. évadot, mely 1990-ben került volna adásba. A BBC többször is kijelentette, a sorozat visszatér a képernyőre.
A brit Philip Segal, aki az amerikai Columbia Picturesnek dolgozott, még 1989 júliusában megkörnyékezte a BBC-t a sorozat esetleges folytatásával kapcsolatban. E tárgyalások eredményeképpen 1996-ra a Fox, a Universal Pictures, a BBC és a BBC Worldwide együttműködésével megszületett a Doctor Who c. film. Míg az Egyesült Királyságban sikeres volt (9,1 millió néző), Amerikában nem és így a sorozat sem folytatódott.
Novellák és hangjátékok formájában születtek új történetek, de televíziós formában egészen 2003-ig fel sem tudott merülni az ötlet. Ez év szeptemberében a BBC kijelentette, hogy folytatják a sorozatot. Az új történetek írója és producere Russel T. Davies lett, a BBC Wales drámaosztály vezetője pedig Julie Gardner.
A Doctor Who végül 2005. március 26-án tért vissza a képernyőre Rose című epizódjával (itt 10,81 millióan nézték). Itt Doktort Christopher Eccleston játszotta (mint kilencedik Doktor) kísérőjét, Rose Tylert pedig Billie Piper. Három további széria készült 2006-ban, 2007-ben és 2008-ban. Ezek mindegyikében a tizedik Doktor a főszereplő (David Tennant), útitársai pedig évente változtak (Billie Piper, Freema Agyeman és Catherine Tate). Speciális részek is születtek, melyeket mindegyik év karácsonyán adtak, 2009-ben pedig teljes évad helyett 4 különálló történetet forgattak, melyek húsvétkor, novemberben, karácsonykor és 2010. január 1-jén kerültek adásba.
2010-ben egy új, ötödik évad született, a tizenegyedik Doktorral (Matt Smith) és Amy Pond (Karen Gillan) nevű útitársával. Itt már Steven Moffat váltotta Russel T Daviest, mint fő író és producer.
2013-ban váltotta fel Matt Smith-t Peter Capaldi.
2016. január 22.-én Steven Moffat bejelentette, hogy utódja Chris Chibnall lesz, és a stafétabotot a 36. évad (azaz az új 10. évad) vége után veszi át.
2017. július 16.-án bejelentették, hogy a tizenharmadik Doktort Jodie Whittaker fogja játszani, így bemutatkozott a sorozat történelmének első női Doktorja.

## Szereplők

### A Doktor
A Doktor a Gallifrey bolygó lakosai, az ún. időlordok (időurak, angolul Time Lords) népéből származik. A „Doktor” nevet használja, de a Silence in The Library című részben kitudódik, hogy van igazi neve. TARDIS nevű időgépével járja a teret és az időt mindenféle kalandba keveredve.
Számos epizód szerint a Doktor faja utolsó példánya, vagy – ha az olyan visszatérő karaktereket, mint az időnként megsemmisülő Mester is figyelembe vesszük – akkor a nagyon kevés (2-3) megmaradt időlord egyike. Ugyanakkor a sorozatnak, minthogy alapmotívuma az időutazás és az ennek során bekövetkező történelemmódosulások és paradoxonok, nincs a hagyományos értelemben vett lineáris cselekménye, így az olyan állítások, minthogy a Doktor faja utolsó példánya, egyáltalán nem véglegesek és megváltozhatatlanok.
A Doktor, akárcsak a többi időlord, tulajdonképpen halhatatlan, azonban élettartamának lejártával, illetve ha valamelyik ellenségének  sikerül elpusztítania, akkor regenerálódnia kell: ilyenkor a testének akár egyetlen sejtjéből is képes újjáépülni (regenerálódni) az egész lény, habár kinézete és személyiségének bizonyos részei megváltozhatnak, kicserélődhetnek (emlékei nagy része azonban általában megmarad, vagyis ott tudja folytatni, ahol abbahagyta). A "The Time of The Doktor" c. részben kiderül, hogy csak 12 regeneráció lehetséges egy Idő Lord számára, azonban ez akkori útitársának, Clara Oswaldnak tetszett, és kikérlelt egy komplett regenerációs ciklust a Doktor számára. A Doktor szerint a regeneráció lutri, viszont események vagy találkozások befolyásolhatják a végkimenetelt.
A Doktor nagyjából összes inkarnációja elvetette az erőszakot és a fegyvereket (ez alól kivétel volt a harmadik Doktor, aki előszeretettel ütötte le az ellenfelet, mielőtt kérdezett volna). Segít a bajba jutottakon: Mindig igyekszik megmenteni az élőlényeket a káosztól, vagy esetleg az emberiséget és hasonló fejletlenebb fajokat rossz szándékú idegenektől, vagy pont idegeneket az emberi ostobaságtól és kapzsiságtól. Ez teljes mértékben ritkán sikerül, sok kaland áldozatokat szed (habár a Doktor beavatkozásai által általában több élet menekül meg, mint amennyi a beavatkozás nélkül menekült volna). Ugyanakkor megesik „egyszer-egyszer, nagyon ritkán, minden milliomodik nap, amikor a szél jó irányból fúj, és Doktor hívásra jő, mindenki él”. Az élet védelme, az erőszakmentes gondolkodás ellenére ez utóbbi a ritka alkalmak egyike.
Az egyik útitárs, Martha Jones úgy írta le Doktort, hogy „olyan, mint a tűz: csodálatos, de ha közel megyünk hozzá, megéget.”
„Olyan, mint tűz, és a jég és a düh. Olyan, mint az éj és a vihar a Nap szívében. Ősi és örökkévaló, az Idő központjában ég, s látja, hogy forog a világegyetem. És csodálatos!”
2022. május 8-án bejelentették, hogy Ncuti Gatwa átveszi Jodie Whittaker helyét a tizennegyedik Doktorként, így ő lesz az első fekete színész, aki a sorozat főszereplője lesz.

### Kísérők
A magányos időutazó TARDIS-ába néha-néha betéved egy-két ember, akiket előszeretettel fuvaroz a galaxis másik végébe. Útitársai leggyakrabban hölgyek, de tévedtek már be idegenek, tábornokok, exbarátok, de még egy robot kutya is. A tizenkettedik Doktorral (Peter Capaldi) Pearl Mackie mint Bill Pots kalandozott. A mostani Doktor útitársai: Yazmin Khan (Mandip Gill), Ryan Sinclar (Tosin Cole) és Graham'o Brien (Bradly Walsh).

### Ellenségek
Doktornak kalandjai során számos többé vagy kevésbé humanoid gonosz ellenféllel kellett megküzdenie, s megvédenie a Földet vagy egy másik bolygót a megszállás és terror ellen. Nem egy régi történet akár földi történelmi kalandfilmnek is elmenne, amikor egy-egy gonosz trónbitorló uralkodóval szemben kell a jogos királyt a hatalomba segíteni. Bár időnként felbukkantak kísértetek és más hasonló okkult lények is, a sorozat sose tévedt a miszticizmus talajára, az ilyen lényekről mindig kiderült, hogy racionális eredetűek. Van azonban néhány időről időre ismételten felbukkanó ellenség. Legtöbbet a nagy pettyes borsszóróra hasonlító és minden élőlény életére törő mutáns dalekok szerepeltek, 1963 és 2008 között legalább 15-16 történetben. A jelenlegi cselekményfonal szerint a dalekok és az időlordok között zajlott az utolsó Időháború, amelyet csak néhány dalek élt túl. Szintén több részben szerepeltek a kiborgok (cybermen., legutoljára 2008-ban), a szontári harcosok (Sontaran warriors, 2008-ban ismét) stb. Doktor egyik esküdt ellensége volt egy másik időlord, a világegyetem feletti uralomra törő Mester. Sokszor harcoltak egymás ellen mindenféle rafinált módon. A Mestert a nyolcadik Doktor elpusztította, a TARDIS időörvényébe dobta, de hiába, 2007-ben ismét visszatért.

### A sorozat eddigi címszereplői
| Inkarnáció | Színész               | Év        | Évad                                                     |  |
| --- | --------------------- | --------- | -------------------------------------------------------- |  |
| |                       |           |                                                          |  |
| Első Doktor | William Hartnell      | 1963–1966 | 01-04/2                                                  |  |
| Egy néha mogorva, de jószívű nagyapa féleség, aki mindent megtett volna a Föld védelméért és unokájáért... |                       |           |                                                          |  |
| |                       |           |                                                          |  |
| Második Doktor | Patrick Troughton     | 1966–1969 | 04/3-06                                                  |  |
| Egy nagybácsi szerepű Doktor, mindig viccelődik, sokszor tűnik felháborodottnak, de általában kedves és humoros. Ha probléma merül fel, elkezd furulyázni, és valami gyerekdalt játszik... |                       |           |                                                          |  |
| |                       |           |                                                          |  |
| Harmadik Doktor | Jon Pertwee           | 1970–1974 | 07-11                                                    |  |
| Egy vagány nagybácsi-féle Doktor. Az a fajta, aki az ellenfeleket előbb leüti... Mégis egy tipikus angol Lord, aki szeret történeteket mesélni. |                       |           |                                                          |  |
| |                       |           |                                                          |  |
| Negyedik Doktor | Tom Baker             | 1974–1981 | 12-18                                                    |  |
| A negyedik, és egyben az egyik legközkedveltebb személyiségű Doktor. Állandóan mindenből viccet csinál, de mégis könnyedén legyőzi az akadályokat. Jó barátja K-9 robotkutya, univerzális fegyvere és szerszáma a szónikus csavarhúzó. Elengedhetetlen a 3 és fél méteres sálja, kabátja, zselécukorkával teli zsebe és nagyon kócos haja. |                       |           |                                                          |  |
| |                       |           |                                                          |  |
| Ötödik Doktor | Peter Davison         | 1982–1984 | 19-21/6                                                  |  |
| Egy csendes, bátor és talpraesett Doktor, jóval több érzelemmel, mint a többi inkarnációja. Egy alkalommal a tizedik változata nem kapcsolja be az időpajzsokat, és a két TARDIS összeütközik, így a két Doktor találkozik. |                       |           |                                                          |  |
| |                       |           |                                                          |  |
| Hatodik Doktor | Colin Baker           | 1984–1986 | 21/7-23                                                  |  |
| Egy eléggé agresszív és rossz természetű személyiség. Kedves és jóakaró, de nagyon könnyen begurul, ilyenkor sérteget és kiabál másokkal. |                       |           |                                                          |  |
| |                       |           |                                                          |  |
| Hetedik Doktor | Sylvester McCoy       | 1987–1989 | 24-26                                                    |  |
| Egy eléggé komolytalan alak, aki bűvésztrükkökkel kápráztatja el ellenségeit és barátait. Legutolsó útjára ellensége, a Mester hamvaival Gallifrey-re tart, amikor egy időzítési hiba miatt San Franciscóban landol a kínai negyedben, ahol egy banda meglövi, majd meghal, így a hullaházban megszületik nyolcadik inkarnációja. |                       |           |                                                          |  |
| |                       |           |                                                          |  |
| Nyolcadik Doktor | Paul McGann           | 1996      | TV-film                                                  |  |
| Az egyik legrövidebb életű Doktor. San Franciscóban egy hullaházban tér magához amnéziásan, majd megmenti a világot, a TARDIS kinyitott „Harmónia Szemétől”. Az Utolsó Nagy Időháború során önként regenerálódott, méghozzá háborús énjét is kiválaszthatta. Szereti az embereket, mert „mindent meg akarnak magyarázni”. |                       |           |                                                          |  |
| |                       |           |                                                          |  |
| Háborús Doktor (War Doctor) | John Hurt             | 2013      | Time of the Doctor Night of the Doctor Day of the Doctor |  |
| Egy megöregedett és kifáradt Doktor. Végig harcolta az Utolsó Nagy Időháborút (vagy az Idők Háborúját), majd mikor a középkori Angliában találkozik a leendő két énjével, rájön hogy van más választás is, mint elpusztítani Gallifreyt. Ezen tettére később azonban nem emlékszik, s azt hiszi, kiirtotta az időlordokat. Így sokáig (9-10. Doktor) nem is gondol magára Doktorként; így kapta a War Doctor, azaz a Háborús Doktor nevet. |                       |           |                                                          |  |
| |                       |           |                                                          |  |
| Kilencedik Doktor | Christopher Eccleston | 2005      | 27 (01)                                                  |  |
| Egy nagyszájú, arrogáns Doktor, aki lebecsüli az embereket, és szerinte tökkelütött faj, ezért védi őket, valójában érzelemdús és magányos, csak nem kívánja kimutatni érzéseit a társainak. |                       |           |                                                          |  |
| |                       |           |                                                          |  |
| Tizedik Doktor | David Tennant         | 2005–2010 | 28-30 (02–04), különkiadások                             |  |
| Tom Baker után a leghíresebb Doktor. Egy "tudós-palánta", aki elmélyülten, vidáman kommentálja az előtte zajló eseményeket. Bőbeszédű és szarkasztikus, nyomás alatt sem veszti el humorát. Jó kedélyű és önzetlen, talán ő mutatja ki legjobban érzéseit. Barna haja zselé-szerűen áll előre. Furcsa megjelenésű figura, aki barna ballon kabátban, barna, csíkos öltönyben, vörös, vagy fekete tornacipőben járja a bolygókat. Gyakran simogatja a TARDIS-t, imádja a banánt. Ő volt az első doktor aki rábírta a mestert hogy álljon az oldalára még ha kis ideig is. Gyakran ismételt mondatai: Brilliáns!; Allons-y! (Indulás!); Molto bene! (Nagyon jól!) |                       |           |                                                          |  |
| |                       |           |                                                          |  |
| Tizenegyedik Doktor | Matt Smith            | 2010-2013 | 31-33 (05–07)                                            |  |
| Örökölte Tennant szarkasztikus hangvételét. Enyhén őrült, professzor jellegű személyiség. Rengeteg történelmi alakról mesél, mint ismerőse. Bár furcsa és néha elég bizarr dolgokat művel (pl.: megrágcsálja a dalek DNS maradékot, vagy a fürdőben összekeveri a szónikus csavarhúzót, és egy elektromos fogkefével próbálja visszaszorítani a rémet, vagy esetleg eltűnik a semmibe, majd egy felmosóval és egy fezzel érkezik az időszámításunk előtti Rómába), de csodálja az emberi zsenialitást és isteníti a csokornyakkendőt. Talpraesett, önzetlen. |                       |           |                                                          |  |
| |                       |           |                                                          |  |
| Tizenkettedik Doktor | Peter Capaldi         | 2014–2017 | 34-36 (08-10)                                            |  |
| Kissé mogorva, idős korával puding agyúaknak tartja az embereket. Ő volt a második Doktor aki együtt próbál harcolni egykori nemezisével a mesterrel. Sokszor szarkasztikus és néha az erőszakot se tolerálja nagyon. emiatt az emberek halálát is jobban elviseli. |                       |           |                                                          |  |
| |                       |           |                                                          |  |
| Tizenharmadik Doktor | Jodie Whittaker       | 2018–2022 | 37-39 (11-13), különkiadások                             |  |
| Ő az első női doktor. Leginkább bolondos és meg szeretné mutatni útitársainak az univerzumot. Bár a megtudott titkai a saját múltjáról beárnyékolják a személyiségét ő maradt boldog. Továbbá Szereti a kötött sapkákat. Érdekesség hogy a szónikus csavarhúzóját ő maga alkotta. |                       |           |                                                          |  |
| |                       |           |                                                          |  |
| Tizennegyedik Doktor | David Tennant         | 2023      | 60. évfordulós különkiadások                             |  |
| TBA |                       |           |                                                          |  |
| |                       |           |                                                          |  |
| Tizenötödik Doktor | Ncuti Gatwa           | 2023      | 40- (14-)                                                |  |
| TBA |                       |           |                                                          |  |

### Magyar hangok
| Szereplő                   | Színész                                                            | Magyar hangja |
| A Doktor                   | A Doktor                                                           | A Doktor |
| -------------------------- | ------------------------------------------------------------------ | --- |
| Hetedik Doktor             | Sylvester McCoy                                                    | Haás Vander Péter (csak a TV-filmben) |
| Nyolcadik Doktor           | Paul McGann                                                        | Haás Vander Péter (elhunyt) |
| Kilencedik Doktor          | Christopher Eccleston                                              | Haás Vander Péter (elhunyt) |
| Tizedik Doktor             | David Tennant                                                      | Haás Vander Péter (Csata után találkozunk) Kolovratnik Krisztián (2./28. évad) Rajkai Zoltán (3./29.-4./30. évad)                                |
| Tizenegyedik Doktor        | Matt Smith                                                         | Szabó Máté Kapácsy Miklós (A Zygonok inváziója rész bevezetője)                                                                                  |
| Tizenkettedik Doktor       | Peter Capaldi                                                      | Rosta Sándor |
| Tizennegyedik Doktor       | David Tennant                                                      | Széles Tamás |
| Tizenötödik Doktor         | Ncuti Gatwa                                                        | Czető Roland |
| Útitársak                  |                                                                    | |
| Rose Tyler                 | Billie Piper                                                       | Bognár Anna |
| Jack Harkness kapitány     | John Barrowman                                                     | Nagy Ervin (1./27. évad), Széles Tamás (3./29.-4./30. évad)                                                                                      |
| Mickey Smith               | Noel Clarke                                                        | Csőre Gábor |
| Donna Noble                | Catherine Tate                                                     | Kocsis Mariann (A végítélet napja), Zakariás Éva (A szökevény menyasszony), Kökényessy Ági (4./30. évad), Bertalan Ágnes (60. évfordulói részek) |
| Martha Jones               | Freema Agyman                                                      | Pálmai Anna |
| Amy Pond                   | Karen Gillan                                                       | Nemes Takách Kata |
| Rory Williams              | Arthur Darvill                                                     | Józan László |
| River Song                 | Alex Kingston                                                      | Kiss Virág Magdolna (4./30. évad), Udvarias Annamária (5./31.-6./32. évad)                                                                       |
| Clara Oswald               | Jenna Coleman                                                      | Sallai Nóra |
| Ruby Sunday                | Millie Gibson                                                      | Pekár Adrienn |
| Visszatérő/Vendégszereplők |                                                                    | |
| A Mester                   | Eric Roberts                                                       | Jakab Csaba |
| A Mester                   | Derek Jacobi                                                       | Tordy Géza |
| A Mester                   | John Simm                                                          | Rába Roland |
| A Mester                   | Michelle Gomez                                                     | Farkasinszky Edit |
| Dr. Grace Holloway         | Daphne Ashbrook                                                    | Andresz Kati |
| Chang Lee                  | Yee Jee Tso                                                        | Bolba Tamás |
| Jackie Tyler               | Camille Coduri                                                     | Hűvösvölgyi Ildikó |
| Harriet Jones              | Penelope Wilton                                                    | Tímár Éva |
| Peter Alan "Pete" Tyler    | Shaun Dingwall                                                     | Rosta Sándor |
| Sarah Jane Smith           | Elisabeth Sladen                                                   | Orosz Anna (Osztálytalálkozó) Zsurzs Kati (4./30. évad)                                                                                          |
| Jake Simmonds              | Andrew Hayden-Smith                                                | Szabó Máté (A kiborgok kora/Acélkorszak) Előd Álmos (A végítélet napja)                                                                          |
| Astrid Peth                | Kylie Minogue                                                      | Pápai Erika |
| Wilfred Mott               | Bernard Cribbins                                                   | Várday Zoltán (Az elkárhozottak utazása) Versényi László                                                                                         |
| Davros                     | Julian Bleach                                                      | Izsóf Vilmos (4./30. évad) Orosz István (9./35. évad)                                                                                            |
| Jackson Lake               | David Morrissey                                                    | Csankó Zoltán |
| Rosita Farisi              | Velile Tshabalala                                                  | Majsai-Nyilas Tünde |
| Lady Christina de Souza    | Michelle Ryan                                                      | Gubás Gabi |
| Adelaide Brooke            | Lindsay Duncan                                                     | Kovács Nóra |
| Rassilon                   | Timothy Dalton                                                     | Csernák János |
| Rassilon                   | Donald Sumpter                                                     | Végh Ferenc |
| Winston Churchill          | Ian McNeice                                                        | Várday Zoltán (River Song esküvője) |
| Kazran Sardick             | Michael Gambon Laurence Belcher (gyerekként) Danny Horn (fiatalon) | Várkonyi András Straub Norbert (gyerekként) |
| Abigail                    | Katherine Jenkins                                                  | Földes Eszter |
| Madame Vastra              | Neve McIntosh                                                      | Varga Klári |
| Jenny Flint                | Catrin Stewart                                                     | Györfi Anna |
| Strax                      | Dan Starkey                                                        | Melis Gábor |
| Kate Stewart               | Jemma Redgrave                                                     | Kisfalvi Krisztina (A varázslóinas) Kovács Nóra (60. évfordulói részek, 40/14. évad)                                                             |
| Osgood                     | Ingrid Oliver                                                      | Roatis Andrea |
| Ashildr                    | Maisie Williams                                                    | Kardos Eszter |
| A Játékkészítő             | Neil Patrick Harris                                                | Markovics Tamás |
| Rogue                      | Jonathan Groff                                                     | Moser Károly |
| Sutekh                     | Gabriel Woolf (hang)                                               | Galambos Péter |

## Technológia a Ki vagy, doki? világában

### A TARDIS

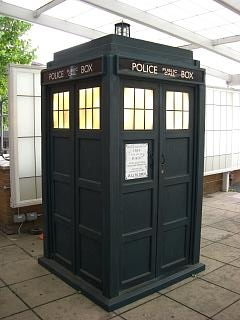
A TARDIS kívülről

Doktor időgépe a TARDIS (Time And Relative Dimension In Space, magyarul Térben A Relatív Dimenzió és Idő-Sík), egy belül nagyobb, mint kívül szerkezet, amely Kaméleon Áramköre révén képes a környezetéhez alkalmazkodni. 1963-ban az áramkör meghibásodott, azóta egy 50-es évekbeli kék színű, angol rendőrségi telefonfülke alakjában fixálódott. A TARDIS sokkal nagyobb belül, mint kívül, mivel a belseje külön dimenzióban helyezkedik el. A TARDIS maga is egyfajta élőlény és eléggé rejtélyes szimbiotikus kapcsolatban van Doktorral (pl. minden idegen nyelvű beszédet, írást lefordít és közvetlenül Doktor és utasa agyába sugároz). Habár általában időgépnek hívják, valójában a TARDIS elsősorban űrhajóként funkcionál, mely képes az Időörvénybe materializálódni, és ott folytatni repülését. Amikor a kívánt időponthoz ér, a TARDIS dematerializálódik az Örvényből, és landol a kiválasztott bolygón, a kívánt időben. Doktor regenerációjától eltérően a TARDIS landolása mindig ugyanúgy zajlik: először gyenge szél támad, amikor megjelenik a tér-idő fékek miatt keletkező nyikorgó, turbinaszerű hang, egyre hangosabban, ezután kb. 2 méter magasságban egy kis villogó sárgás fény jelenik meg, lassan az egész telefonfülke halványan előkerül, végül a tetején villogó sárga lámpa lekapcsol, és abbamarad a nyikorgás. Lehetetlen minden tulajdonságát lejegyezni, hiszen néha már maguk az alkotók se tudják, hogy mi mindenre képes.

### Kaméleon technológia
A Gallifrey álcázó technológiák összessége. Hasznos technológia, mégis csak a TARDIS-okban találni hasonlót. Ismert alkalmazások:
A Kaméleon áramkör, mely beméri az adott időpontot, és bolygót, s tudása révén a megjelenő TARDIS fülke már az ottani/akkori kultúra szerint egy nagyjából a fülke méretének megfelelő tárgy alakjában fog materializálódni(pl. Ha az ókori Görögországban jelenik meg, egy korinthoszi oszlop alakját veszi fel). Doktor TARDIS-ában ez az áramkör egy „végleges meghibásodás” miatt már nem üzemel, bár negyedik inkarnációja próbálta már megjavítani, de a helyzet csak rosszabb lett, mivel a nyílt utcán, helytelen időben egy zongorává alakult, épp egy kiborg támadás idején. Másik alkalommal a Doktor-Donna metakrízis után a félig időlord Donna mondja neki, hogy miképpen tudná megszerelni.
A Kaméleon sisak egy ezüstszínű szerkezet csatlakoztatva a TARDIS vezérlőpulthoz. A sisaknak egy nyúlványa van, amibe a Gallifrey zsebóra illeszkedik. Ez a nyúlvány az Idő Lord homlokánál helyezkedik el. A szerkezeten át a TARDIS Kaméleon íve átírja a használója DNS-ét emberire, jelentős fájdalommal. Az átírás következményeképpen az Idő Lord nem emlékszik arra, hogy ki is ő, mi is ő. Legfeljebb álmaiban látja és hallja ezeket. Mindaddig a fejébe sugárzott hamis történetet hiszi valóságnak, amíg a zsebórát ki nem nyitja.

### Gallifrey zsebóra
A Kaméleon technológiához tartozó tudat tároló egység. Látszólag egy szépen megmintázott zsebóra, de a TARDIS-ban található Kaméleon sisak egy része. Az Idő Lord használhatja vész esetén, hogy elrejtőzzön. Természetesen nem úgy működik mint egy pendrive. Az órából néha képes üzenni, beszélni, ha eljött az idő, vagy ha szükség van rá. Azonban nem tud mindig konkrét dolgokat mondani, mivel az abban tárolt adathalmaz minden tartalmaz, amit az aktuális Idő Úr tett, érzett, vagy gondolt. Mikor Doktor óráját egy diák, Tim kinyitja, az azt kéri, bújtassa el. Ugyanakkor képeket mutat dalekokról és azt mondja valakiről, „bár csak visszajönne”. Az ilyen órákat az Idő Lordok érzékelés-szűrővel is ellátták, így az öntudatlan test nem tudja véletlenül, vagy magától kinyitni, míg valaki nem juttatja ezt eszébe, mivel akkor kikapcsol a szűrő. A kinyitás során a regenerációnál ismert arany színű gáz szivárog ki az órából a testbe. Doktor a "Human Nature" és a "The Family of Blood" című részekben használta. Az Utópia című epizódig úgy tudtuk, a tudat csak az eredeti testébe képes visszaszállni, a Mesternek például csak az óra maradt meg, majd egy Yana nevű professzor találta meg. A Mester ebben mentette meg tudatát, így sikerült elrejtőznie az Idő Urak elől az Időháború alatt, miután feltámasztását követően megtagadta a harcot, és gyávaságból megfutamodott.

### Érzékelés-szűrő
A Doctor Who világának sokat használt találmánya. Nagyjából a pszichikus papír szintjén van. Működése gyerekesen egyszerű: Az illető hiába hallja, látja a tárgyat, vagy a személyt, az agya érzékeli, mégse képes felismerni, hogy mi is az. Ennek következtében az alany hiába néz közvetlenül rá a tárgyra, az olyan, mintha a szeme sarkából látná. Persze ez az informálatlan személyeken működik. Aki tudja, mit keres (hogy néz ki, milyen a színe, szaga, stb.), azon ez általában nem használ. A Ki vagy, Doki-ban ezt használták a Gallifrey zsebóránál, az ötödik évadban egy rab ellátta ilyennel az egyik ajtót Amy Pond házában, és nagyon valószínű hogy a TARDIS is el van látva érzékelés-szűrővel, ezzel magyarázható, hogy London egyetlen lakójának se tűnik fel, mikor egy hangosan nyikorgó kék telefonfülke tűnik elő a semmiből. A Torchwood 3 is használja ezt, a járdába épített csapóajtós lift is érzékelés-szűrős. A Torchwood első epizódja szerint ezt azzal érik el, hogy a tárgyat térben és időben fixálják, majd szinkronon kívül kerül, mint mikor Doktor egy másodperces késleltetésbe hozza TARDIS-át az univerzumhoz képest, így az gyakorlatilag eltűnik.

### Kordolán jel
A sorozat folyamán eddig egyszer jelent meg (Szontár hadművelet). Főleg idegen háborúkban, katonai célokra használják. A jel irritálja a rezet, ami ennek hatására megduzzad, így a fegyverekben az alkatrészek, vagy éppen a réz töltények elakadnak, így a fegyver működésképtelenné válik.

## Doktor felszerelése
Doktor sose hord fegyvert, nem bánt senkit, de mindig nála van a szonikus csavarhúzója, és a hipnotikus papír, melynek segítségével, bárhova bejuthat. Bár előfordult már olyan is, hogy hipnotikus papírja felmondta a szolgálatot. Persze a ballonkabát zsebeiben más érdekes dolog is rejtőzik, mint például a felhúzható játék egér, sztetoszkóp, banán, és pár hasonló gyümölcs, ezen kívül "Zeusz Dugaszok", kalapok, szemüvegek, egy kis sárga műanyag vízipisztoly, a negyedik Doktor idejéből néha-néha a zselécukorka, 3D szemüveg (Amellyel lehet látni a dimenziók közti semmit), Gallifrey zsebóra, és egy kártyalap.

### A szónikus csavarhúzó
A szónikus csavarhúzó már a második Doktor idején létezett. Az első verzió egy cserélhető fejes villogó lámpa volt.
A harmadik Doktor uralkodása alatt jelent meg a második változat, egy ezüst színű toll alakú szerkezet, tetején egy teljesen vörös vasgyűrűvel. A szerkezet alját benyomva zümmögő hangot adott ki. Ez a negyedik Doktor regenerációja után eltűnt a sorozatból. Az amerikai filmben hetedik Doktor csavarhúzója annyiban változott, hogy a tetején a kis fémgyűrű is ezüst színű lett, csupán a belsejében található három – a csavarhúzó nyeléhez csatlakozó – kis lemez maradt vörös.
A kilencedik Doktor szónikus csavarhúzója teljesen új design volt. Toll nagyságú ezüst nyelű szerkezet kék fejjel. Két gomb helyezkedett el a markolaton az egyik magát a csavarhúzót működtette, a másikkal ki lehetett tolni a fejét ami kb. 5 cm-el hosszabbította meg a csavarhúzót.
A csavarhúzó fejét négy vékonyka pillér tartja helyén, ezek közt futnak felfelé a benne elhelyezkedő drótok. A fej kitolásával a csavarhúzó belsejének jelentős része láthatóvá válik, a fej és a nyél között átlátszó burkolat mögött fut két egymásra csavart fekete vezeték. A nyele mindkét oldalán egy kis ezüst színű gyűrűben végződik, ezek között egy (korábban drapp)szürkés, kirepedezett markolat van. Három gomb foglal helyet rajta: Az egyik gomb fel-le tologatásával lehet a csavarhúzó fejét állítani, a másik kettővel be lehet kapcsolni. Mivel mindkét gomb egy kapcsolóhoz tartozik, az alsó csukott, a felső nyitott állapotban képes beüzemelni az eszközt. Ez az újjáépítésnél eltűnt, így a bekapcsoló gomb is a csavarhúzó fejével együtt változtatta helyét. A negyedik verzió hangja is kicsit változott. A tizedik Doktor is ezt a csavarhúzót használta kisebb változtatásokkal(Mark V). Ezt azonban a Smith és Jones epizódban egy röntgengép átalakítását követően kiégette, majd eldobta. Ezután Marthához egy szinte ugyanolyan csavarhúzóval tért vissza, bár ezen is voltak apró újítások.
Ez a tizenegyedik Doktor kezében semmisült meg, mikor 6 km-es körzetben túltöltött minden elektromos berendezést, hogy odahívja az Atraxit. Ezután a regenerálódott TARDIS adott ki a vezérlőpultból egy jóval méretesebb csavarhúzót. Az új szónikus akkora, mint az ötödik verzió kitolt fejjel. A markolata fehér, egy arany színű burkolatban végződik. A fehér markolatot és a mozgó alkatrészeket egy vastag fekete gyűrű választja el, itt helyezkednek el a gombok. Teteje négy összecsukott vas karomban végződik, ezek között egy zöld lámpa helyezkedik el, mely tulajdonképpen végigfut a csavarhúzó belsejében, mint egyfajta gerinc. Az egyik markolaton elhelyezett gomb megnyomásával a karmok kinyílnak és a csavarhúzó feje megemelkedik. Az új verzió hangján is változtattak. Fontos megjegyezni, hogy a csavarhúzó sokkal intelligensebb, mint elődjei, hogyha szétesik, vagy eltörik, akkor a nyélben megmaradt lámpa elkezd villogni és zümmögni, ha érzékeli a letört részt, megpróbálja megjavítani magát.
Magának a szerkezetnek a sorozat folyamán csupán két szabályhoz kell igazodnia:
- Doktor ellenzi az erőszak bármilyen formáját (kivétel a 3., 6., 9. és 12. Doktor), így a szerkezet konkrétan emberi szövetben, emberben, vagy egyéb élőlényekben nem tehet kárt.
- A szerkezet legfeljebb fémre, gépekre, vagy egyéb mesterséges tárgyra van hatással, így például fára hatástalan, kivéve ha annak a részecskéi közti kötést egyenként fel nem oldja.

River Song Doktortól kapja meg a szónikus csavarhúzót. Erről nem tudni, melyik Doktor fegyvere lesz, de feje kéken világít, van rajta egy TARDIS hívó gomb. Ennek a verziónak két beállítása van: vörös és kék fénnyel jelzi a funkciókat. Doktor River Song halála után sokáig gondolkodik, hogy mentse meg, így bele épített egy szerkezetet, ami megőrzi az agyhullámait.
Doktor számtalan kalandja során találkozott olyan emberekkel, akiknek szintén voltak szónikus fegyvereik: Jack Harkness kapitány szónikus marokpisztolya a The Empty Child című epizódban; Judoon szónikus analizátor; a Forest of the Dead epizódban a River Song professzornőnek egy jövőbeli, kétfunkciós szónikus csavarhúzója van; a Partners in Crime epizódban pedig egy rejtélyes asszony egy szónikus tollal próbálja likvidálni Doktort és útitársát, Donnát. Ő maga adta Sarah Jane Smith-nek a szónikus ajakrúzst (The Sarah Jane Adventures). Fő ellensége, a Mester a szónikus csavarhúzó úgymond "gonosz változatával", a lézer csavarhúzóval támad.

### Hipnotikus papír
Egyszerű, ám rejtélyes találmány. Közönséges megtépázott papír darab, amin mindenki azt látja, amit akar, vagy amit mondanak róla. Ennek segítségével Doktor szinte mindenhová bejuthat. Egyes intézményekben, mint a Torchwoodban a tudósokat, és őröket kiképzik ennek kivédésére. Ezen szemfényvesztést azonban kiképzés nélkül is ki lehet védeni, ez az illető agykapacitástól, kreativitásától függ. Megesett, hogy Doktor a kis fekete tokban megbújó cetlivel próbálta elhitetni, hogy ő valójában Sir John Smith, Shakespeare csak az üres papírt látta, míg Martha Dr. Martha Jonest látott rajta.

### K-9
Teljes megnevezése hármas jelű K-kilences (K-9 mark III). Doktor szuperinteligens robotkutyája. Tulajdonképp egy kutyára emlékeztető számítógép. Doktor állítása szerint az 5000. évben szerezte. A negyedik Doktor "uralkodása" alatt jelent meg a sorozatban, majd korábbi útitársának, Sarah Jane Smith-nek ajándékozta. A K-9-es képes analizálni, védelmezni, beszélni, egyenleteket megfejteni, sőt, a Doktor előszeretettel sakkozott vele (habár többször kikapott a bádog kutyától). Maga a gép valószínűleg három keréken közlekedik, kutya kinézetű, vannak fülei, farka (melyek igazából antennák), a két szeme között – ami valójában egy teljes képernyő – van egy tapadó korongra emlékeztető antennaszerű analizátor, amit meg tud hosszabbítani, és képes elemezni vagy számítógépekre csatlakozni.
Az orra helyén van egy kicsúsztatható lézerfegyver, mely sokszor a Doktor segítségére volt.
Miután a Doktor elküldi K-9-et Sarah Jane-nek, csak egy Doctor Who mellékágban, a K-9 and Company-ben látni. Később, 2007-ben a Ki vagy Doki? "Osztálytalálkozó" című epizódjában ismét megjelenik, de régi alakja már merül és könnyen elromlik, végül magával együtt felrobbantja a krillitánokat. Sarah Jane ezután egy újabb modellt kap a Doktortól (K-9 Mark IV), a régi emlékeivel, aki feltűnik még a "The Sarah Jane Adventures" mellékágban is, bár rövid időre, mivel a sorozat nagy részén keresztül egy fekete lyukat kell felügyelnie. Később, mikor Sarah Jane komputere, Mr. Smith megbolondul, ő segít az asszonynak.
Ezután újra eltűnik egy időre, végül a Doctor Who – "Journey's End" című részben visszatér, és megadja a TARDIS-nak a koordinátákat. Ezután végül egy epizódban – ahol Doctor Who és a Sarah Jane Adventures ismét találkozik – ismét felbukkan, és segít a Doktornak, hogy Sarah barátaival kiszabaduljanak a másodpercből, és megmentsék Sarah Jane-t a Szélhámostól.
Jelenünkben ez az utolsó szereplése, ezután egy utópiszikus világban, a majdani Földön jelenik meg, mikor egy elszabadult házi Idő-Örvény manipuláló lézer Griffin professzor otthonába sugározza, ahol megmenti a férfit, és az ott tartózkodó három gyereket a Jicksen harcosnak nevezett teknősszerű lényektől. Ezzel együtt azonban felrobbantja magát, ezután a Starkey nevű fiú kelti életre, és bár a kissé amnéziás robot kutya eleinte haza akar jutni, inkább használja új képességeit, hogy segítse a fiút az idegenek elleni harcban. K-9 teljesen új alakot kap, három lábra támasztott egység, sokkal kidolgozottabb, mint elődje, képes repülni, és képes úgy érezni, mint egy ember.

## Idegen művészeti elemek
A sorozat folyamán -általában csak pár percre- történetek utalások a Naprendszeren kívüli civilizált bolygók kultúrájára, és gyakran jelentek meg képek, vázlatok, térképek-néha hangszerek- is, melyek másik világok művészeitől származnak.
- Célszerű elsőként Gallifrey hógömb alakú fellegvárába tekinteni, ahol bár kevés művészeti elem jelenik meg, azok annál többször. Gallifrey címere példaképp egy nyúlványokkal díszített kör alakba helyezett megvastagított nyolcas alak. Ez viszont a Lord elnök székén is megjelenik, de fel-felbukkan a 8. Doctor TARDIS-ában, gyűrűkön, jogarokon. Bolygójukon elterjedt volt az ó-Gallifrey nyelv, melyek tulajdonképpen kör alakokból, vonalakból és egyéb geometriai formákból épültek fel. Azon kívül, hogy ezáltal egyetlen papírlapra képesek voltak rengeteg információt feljegyezni, ezek a szimbólumok egyrészt impresszionista műnek, másrészt egyfajta térképnek tűntek. Ilyen jelek több helyen is megjelennek, mint pl.: a 8. Doctor TARDIS-ának a kulcsán, a 10. Doctor és a Mester zsebóráján, a kilencedik, majd tizedik Doctor TARDIS-ának képernyőjén, de a tizenegyedik Doctor TARDIS-ának előterében is megjelenik. Megemlítendő még Doctor kalandozásainak nyoma, ami a földi művészetekbe is beszivárgott. Ezzel magyarázható, hogy a kék rendőrségi telefonfülke megjelenik piramisokban talált hieroglifákon, egy katolikus templom rózsaablakán, de még Pompei-ben is megjelenik a vulkán kitörése után egy domborművön. Itt egy emelvényen áll, mellette baloldalt Doctor, jobboldalt Donna, mint a katasztrófát túlélő család házi istenei.
- Skaro: A Davros által átformált, őrült dalekek művészeti jegyei már rég eltűntek. Az egyetlen megemlíthető dolog egy hatszög alak, ami a dalek hajókon, fegyvereken, eszközökön, és még egy régebbi epizódban Davros páncélján is megjelent. Ezen torzszülött lények őseinek, a kaledeknek persze voltak festményeik, felvésett jegyzeteik, és ezek között Doctor állítása szerint fel volt vázolva az Ördög, a szarvakkal ábrázolt bestia, mint a kaledek háború istensége.

A dalekek páncélján, pontosabban a fejükön a szemük alatt van egy kis áramkör. Ez leginkább szájra emlékeztet. Az 5. évad egyik epizódjában a dalekek "száját" ábrázoló áramkört kiváltotta a brit címer.
- Slitheen: Kultúrájuk, művészetük ismeretlen, bár egy slitheen nem tudna sokat alkotni vaskos karmos ujjaival. Egyedül annyit lehet róluk tudni, hogy otthonukon, a Raxacoricofallapatorius-on óriási mókus-féle élőlényekre vadásztak.
- Cyberlények(kiborgok): A dalekokhoz hasonlóan művészetük eltűnt, kihalt, de a sorozat folyamán bármennyire is megváltoztak, a fogantyúszerű antennák, és a kör alakú szemek sose változtak. A párhuzamos világban létrehozott cyberlények mellkasukon egy 'C' logót viselnek, mely a Cybus céget jelzi. Ez a cég támasztotta fel a cyberlények faját.

## Nemzetközi vetítések
A sorozatot 48 országban sugározták:
- Ausztrália: ABC1, UK.TV
- Ausztria: Pro 7
- Belgium: Één, SyFy, Acht, La Deux
- Brazília: TV Cultura
- Bulgária: AXN Sci Fi, Diema 2
- Kanada: CBC TVOntario, Space, Ztélé
- Kolumbia: DirecTV
- Chile: DirecTV
- Horvátország: Croatian Radiotelevision
- Csehország: AXN Sci-Fi
- Dánia: TV2
- Finnország: TV2, MTV3 Scifi
- Franciaország: TF1 (a régi sorozat 12 epizódja), France 4 (az új sorozat)
- Németország: RTL & VOX (a régi sorozat 6. és 7. Doctor részei, valamint a sorozat 20. évfordulós különkiadás), ProSieben & SyFy (az új sorozat első két évada), Fox (az új sorozat 3. évada óta)
- Görögország: Skai TV
- Guatemala: BBC Entertainment
- Hongkong: ATV World, BBC Entertainment
- Magyarország: RTL Klub & Cool TV (az új sorozat első két évada), AXN & AXN Sci Fi (az új sorozat első két ismétlése, első sugárzás a 3. évadtól)Animax (1. évad – 7. évad 00. részig )
- Izland: RÚV
- India: BBC Entertainment
- Indonézia: RCTI, Global TV, MNCTV
- Irán: BBC Perzsia
- Írország: TV3
- Izrael: Yes Action, BBC Entertaiment, Yes Oh
- Olaszország: Rai Uno (a régi sorozat 26 epizódja (a 12. és 13. évadokból)), Jimmy & Rai 4 (az új sorozat), La7 & Bonsai TV (IPTV-n)
- Japán: NHK BS2 (az új sorozat első két évada), LaLa TV (az első három évad 2011 decembere óta)
- Mexikó: BBC Entertaiment, Televisión Mexiquense
- Hollandia: SyFy
- Új-Zéland: Prime TV, UK.TV
- Norvégia: NRK
- Fülöp-szigetek: Studio 23
- Lengyelország: BBC Entertaiment, BBC HD
- Portugália: SIC Radical, BBC Entertaiment, SyFy
- Románia: Román Televízió, AXN Sci Fi
- Oroszország: STS TV, SyFy, NST, Karusel, Nick at Nite
- Szerbia: B92
- Szingapúr: BBC Entertaiment
- Szlovénia: RTV Slovenia
- Dél-Afrika: BBC Entertaiment
- Dél-Korea: KBS, Fox, BBC Entertaiment
- Spanyolország: SyFy, Boing, TV3, 3XL, BBC Entertaiment, ETB 1, Telemadrid
- Svédország: BBC Entertaiment, BBC HD, TV4 Guld, Kanal 9, SVT
- Svájc: Pro7
- Tajvan: CTS
- Thaiföld: Channel 7
- Törökország: Cine5, e2, CNBC-e
- Ukrajna: ICTV, Qtv
- Egyesült Arab Emírségek: Dubai 33
- Amerikai Egyesült Államok: PBS (a régi sorozat (omnibus verzió) és az új sorozat ismételgetése), SyFy (az első négy évad), BBC America (a 2009 óta bemutatott különkiadásoktól kezdve, és a régebbi évadok ismételgetése)
- Közel-Kelet, Észak-Afrika és Levante területei: Style UK

## Spin-off sorozatok, könyvek, hangjátékok
A Doctor Who sorozat nagy népszerűsége miatt már régebben is több spin-off sorozat, mellékág indítását is tervezték, ezek közül csak egyetlen film valósult meg: K-9 and Company (1981, IMDb), azonban ide vehetjük még a Downtime (1995, IMDb) c. filmet is. Ezekben Doctor maga nem szerepel, csak régi társai (Sarah Jane Smith újságíró és Lethbridge-Stuart tábornok). Az alapsorozat sikeres 2005-ös újraindítását követően azonban változott a helyzet és a BBC 2006-ban sugározta a felnőtt nézőknek szánt, lazán kapcsolódó Torchwood (IMDb) c. sorozat első évadját és 2007-ben elindította a fiataloknak szánt The Sarah Jane Adventures (IMDb) c. sorozatot is. Szintén a fiataloknak készült a 2009-ben indított K-9 (IMDb) című sorozat is.
A fentieken túl született még több más, a Doctor Who témájára épülő film is, ezeket azonban nem tekintik a Doctor Who univerzum szempontjából autentikusnak. Ilyen például a Peter Cushing főszereplésével készült 1965-66-os Doctor Who and the Daleks (IMDb) és a Daleks – Invasion Earth 2150 AD (IMDb) c. filmek. Az egyetlen hivatalosan elfogatott Doctor Who film a Paul McGann főszereplésével készült, 1996-ban készült amerikai film (IMDb)
Doctor megfilmesített történetein túlmenően a BBC igen sokat hangjáték formájában elevenített meg. Rengeteg Doctor Who könyv is született részben a BBC Books, részben más kiadók kiadásában. A könyvek és a filmek között több oda-vissza kapcsolódási pont van, azonban a rengeteg szerző által írt művek sok ellentmondást is felhalmoztak. A könyveket általában nem tekintik autentikusnak (kanonikusnak).

### Könyvsorozatok
Kezdetben a régi sorozat történetei alapján könyvsorozat íródott amit sok író írt. 4 történet kivételével az összes részt feldolgozták, valamint a K-9 and Company spin off-t, két eredeti regényt (Turlough and the Earthlink Dilemma, Harry Sullivan’s War), három elvetett történetet a hatodik Doctorral (The Ultimate Evil, The Nightmare Fair, Mission to Magnus) és egy audiojátékot szintén a hatodikkal (Slipback). A sorozat köteteit 1973. május 2. és 1994 májusa között adták ki.
A könyvadaptáció sorozat közben a Virgin kiadó könyvsorozatot akart indítani, amiben saját történeteket írva, a BBC engedélyével. De el lett utasítva, addig amíg a régi sorozatot felfüggesztették. Így a könyvsorozat 1991 júniusa és 1997 áprilisa között futott 61 kötetben.
Később a korábbi Doctorokról is készült később egy könyvszéria Virgin Missing Adventures címmel, 1994 júliusa és 1997 áprilisa között 33 kötetben.
A Virgin könyvsorozat után készült egy spin off-ja amiben 1997 májusa és 1999 decembere között (23 kötetben) Bernice Summerfield-el.
Továbbá 5 novellás kötetet adtak ki 1994 és 1997 szeptembere között.
A Virgin könyvsorozat után átkerült a BBC Books-hoz és két széria indult: a nyolcadik Doctorral ami 1997 júniusától közel 9 évig adódott ki 73 kötetben, és a korábbi Doctorokról is ami párhozamosan indult a nyolcadik Doctoros sorozattal, és 2005 decemberében fejezték be (76 kötet).
1998-ban és 1999-ben a BBC kiadott évente egy-egy antológia kötetet. (2000-ben egy válogatást)
A Big Finish szintén kiadott egy novellákból álló antológiasorozatot amiben minden kötet egy-egy témában ír (például 2040-ben vagy Prágában játszódik). 2002 decembere és 2009 márciusa között adták ki (viszont 2009 májusában adtak ki egy válogatást) 28 kötetben.
2001 novemberében a Telos könyvkiadó indított egy könyvsorozatot amit 2004 februárjában fejeztek be. Itt szintén régi Doctorok szerepeltek. 15 részt adtak ki.
A BBC Books a két korábbi könyvsorozatának befejezése (A nyolcadik Doctor kalandjai, Régi Doctorok kalandjai) után folytatta az új Doctorokkal a könyvsorozatokat. Alkalmanként három történetet adnak ki 2005. május 19. óta. Több mint 51 részt adtak ki.

## Videójátékok
A videójátékok többsége PC-n adták ki. Az első négy oldalnézetből játszható végig.

### Doctor Who: The First Adventure
Az első hivatalos Doctor Who videójátékra mely 1983-ban jelent meg. Jellemző hogy a klasszikus videójátékokra alapozzák a pályákat.

### Doctor Who and the Warlord
1985-ben megjelent szöveg alapú videójáték.

### Doctor Who and the Mines of Terror
A videójáték 1985-ben jelent meg. Főszereplője a 6.Doctor és a robot macskája Splinx. A játék cselekménye szerint vissza kell szerezni az Idő Lordoknak a Mester átall ellopott fegyverek terveit. A játékban feltűnnek a járőröző Dalekek akiket jogi okok miatt nem emlegetik a nevüket.

### Dalek Attack
A videójáték 1992-ben jelent meg. Egy vagy két játékossal lehet végig játszani. Az egyik Doctor (negyedik, ötödik, vagy a hetedik), míg a második útitársa (Ace vagy egy Unit katona).

### Doctor Who: Destiny of the Doctors
1997-ben jelent meg. Ez az első videójáték ami 3D-s, valamint az egyetlen, ami 1. személyű nézetben játszódik. A játék cselekménye szerint Doctor fő ellensége a Mester a Sirolas bolygó hatalma által le akarja igázni az univerzumot. Ezáltal a először a Mester az első hét Doctort a tér és idő különböző pontjain helyezi el. Azonban a játékos által játszható lény Graak akit Doctor hozott létre. A játékban 28 küldetést kel végrehajtani.

### Top Trumps: Doctor Who
2008-ban kiadott számítógépes kártyajáték. Megjelent PC-re, Wii-re, Nintendo DS-re és PlayStation 2-re.

### Doctor Who: The Adventure Games
2010 és 2011 közt adták ki. 2 szériája van. Az első 4-ből a második csak 1-ből állt. A játéksorozatban a 11. Doctort és Amy Pondot lehet irányítani. A sorozatot félretették hogy összpontosító projektekhez forduljanak.

### Doctor Who: Return to Earth
2010-ben adták ki a Doctor Who: Evacuation Earth Főszereplők a 11. Doctor és Amy Pond. Főellenségek a dalekek és a cybermanok. Csak Wii-re adták ki.

### Doctor Who: Evacuation Earth
2010-ben adták ki a Doctor Who: Return to Earth-tel párhozamosan. Főszereplők a 11. Doctor és Amy Pond. Főellenségek a dalekek és a szilúrok. Csak Nintendo DS-re adták ki.

### Doctor Who: The Mazes of Time
2010 decemberében jelent meg. Itt szintén a 11. Doctort és Amyt lehet irányítani. Főellenségek a dalekek, cybermanok és a szilúrok.

### Doctor Who: Worlds in Time
Az első Doctor Who-s MMORPG. 2012-ben jelent meg.

### Doctor Who: The Eternity Clock
2011-ben jelent meg. A játék főszereplői a 11. Doctor és River Song. Doctor szemszögéből a The Doctor, the Widow and the Wardrobe és a Asylum of the Daleks közt, míg River szemszögéből a Silence in the Library/Forest of the Dead előtt játszódik. A játékban négy időben négy ellenséggel kell szembeszállni (dalek, ciberman, szilúr, csend). Megjelent PlayStation 3-ra, PlayStation Vita-ra, és PC-re.

### Doctor Who: Legacy
A sorozat 50. évfordulójával időben jelent meg mobilokra. Ez egy PRPG (puzzle szerepjáték).

### Doctor Who: The Edge Of Time
Egy VR játék. November 12-én jelent meg PC-re és PS4-re.

## Kapcsolódó irodalom
- Howe, David J., Mark Stammers and Stephen James Walker. Doctor Who: The Sixties, paperback, London: Virgin Books (1992). ISBN 0-86369-707-0
- Howe, David J., Mark Stammers, Stephen James Walker. The Handbook: The First Doctor - The William Hartnell Years 1963–1966. London: Virgin Books (1994). ISBN 0-426-20430-1
- Richards, Justin. Doctor Who — The Legend, 1st, London: BBC Books (2003). ISBN 0-563-48602-3
- David J. Howe & Stephen James Walker. Doctor Who: The Television Companion, 1st, London: BBC Books (1998). ISBN 978-0-563-40588-7
- Howe, David J & Walker, Stephen James. The Television Companion: The Unofficial and Unauthorised Guide to DOCTOR WHO, 2nd, Surrey, UK: Telos Publishing Ltd. (2003). ISBN 1-90388951-0